# Polje ob Sotli
Polje ob Sotli – wieś w Słowenii, w gminie Podčetrtek. W 2018 roku liczyła 47 mieszkańców.